# هاپوگاسپیتیا
هاپوگاسپیتیا (به لاتین: Hapugaspitiya) یک منطقهٔ مسکونی در سری‌لانکا است که در استان مرکزی (سری‌لانکا) واقع شده‌است.